# Ракобольська Ірина В'ячеславівна
І́рина В'я́чеславівна Ра́кобольська (рос. Ирина Вячеславовна Ракобольская; 22 грудня 1919, Данков, РРСФР, СРСР — 22 вересня 2016}, Москва, Росія) — російський вчений-фізик, доктор фізико-математичних наук, заслужений діяч науки РРФСР.
Під час другої світової війни — начальник штабу 46-го гвардійського нічного бомбардувального авіаційного полку, гвардії майор.

## Життєпис
Народилася 22 грудня 1919 року в місті Данкові (нині — районний центр, Липецької області, Росії), у родині вчителя фізики.
У 1938 році закінчила дослідно-зразкову школу імені Радищева і вступила на фізичний факультет Московського державного університету.
До лав РСЧА призвана за мобілізацією ЦК ВЛКСМ у жовтні 1941 року. У лютому 1942 року закінчила Енгельську військову авіаційну школу. З лютого 1942 року — начальник штабу 588-го нічного легкого бомбардувального авіаційного полку. У діючій армії — з 27 травня 1942 року. Воювала на Південному, Закавказькому, Північно-Кавказькому, 2-у Білоруському фронтах.
Після демобілізації у квітні 1946 року повернулась на фізичний факультет МДУ, який закінчила у 1949 році. З 1950 року працювала на кафедрі космічних променів і фізики космосу МДУ: асистентом, з 1963 року — доцентом, з 1977 року — професором, заступником завідувача кафедри.
У 1966 році І. В. Ракобольська була призначена деканом новоствореного факультету підвищення кваліфікації викладачів вишів. За 24 роки тут пройшли навчання понад 80 тисяч осіб.
У 1968 році створила при НДІЯФ МДУ лабораторію космічного випромінювання надвисоких енергій, яку очолювала до 1991 року. Того ж, 1968, року під шаром ґрунту в підземному приміщенні Московського метрополітену під її керівництвом була побудована унікальна установка, отримані видатні результати з вивчення енергетичного спектру первинних космічних променів.

## Нагороди
- Нагороджена орденами Червоного Прапора (15.06.1945)
- Вітчизняної війни 1-го (26.04.1944) та двічі — 2-го (23.02.1945, 11.03.1985) ступенів
- Червоної Зірки (19.10.1942)
- «Знак Пошани»
- медалями:
  - «Заслужений діяч науки РРФСР» (1990)
  - «Заслужений професор МДУ» (1994)
  - «Заслужений Соросовський професор» (1995)

## Основні наукові праці
- Исследование мюонов сверхвысоких энергий. — М: «Наука», 1975.
- Учебник по ядерной физике. 2-е изд., доп. и перераб. — М.: Изд-во МГУ, 1981.
- Взаимодействие адронов космических лучей сверхвысоких энергий. — М.: Изд. МГУ, 2000.
- Нас называли ночными ведьмами. — М.: Изд. МГУ, 2002.